# Josef Schretter

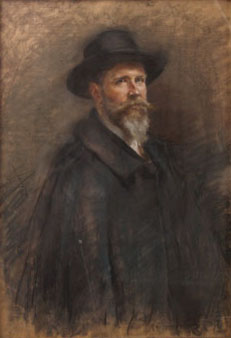
Selbstbildnis, 1906

Josef Schretter (* 18. März 1856 in Inzing; † 18. März 1909 in Innsbruck) war ein österreichischer Maler, der hauptsächlich Porträts und Genrebilder schuf.

## Leben
Josef Schretter wurde 1856 als Sohn des Lehrers, Kapellmeisters und Organisten Peter Paul Schretter in Inzing geboren. 1867 begann er eine Lehre bei einem Schnitzer in Thaur, die er ein Jahr später abbrach, um an der Kunstgewerbeschule in Innsbruck, die mit der Oberrealschule verbunden war, zu studieren. 1873 wurde er Gehilfe des Historien- und Kirchenmalers Franz Plattner in Zirl. Von 1874 bis 1878 besuchte er an der Wiener Akademie der bildenden Künste die allgemeine Malerschule bei Karl Mayer, Christian Griepenkerl und August Eisenmenger und die Porträtschule bei Karl von Blaas. 1878 studierte er an der Privatschule für Historienmalerei von Leopold Carl Müller. Er absolvierte die Lehramtsprüfung für Freihandzeichnen an Mittelschulen und kehrte 1879 nach Tirol zurück, wo er zwei Jahre als Zeichenlehrer an der k.k. Oberrealschule in Innsbruck unterrichtete. Zwischen 1881 und 1885 unternahm er mehrere Studienreisen nach Italien (Gardasee, Mailand, Florenz, Rom, Neapel, Capri) und nach Tunis, wo er sich der Orientmalerei widmete.
Von 1886 bis 1891 arbeitete Schretter als Porträtist in München, ab 1891 war er in Innsbruck ansässig, reiste aber für Aufträge unter anderem nach Schwerin, Berlin und Düsseldorf. Er porträtierte zahlreiche Mitglieder des deutschen Adels und des holländischen, dänischen und russischen Hofes. In Anerkennung seiner Leistungen wurde ihm 1899 der Großherzogliche Mecklenburg-Schwerinsche Professorentitel verliehen.
1899 heiratete er die Innsbrucker Hotelierstocher Anna Gaisberger, das Paar bekam zwei Kinder. 1907 übernahm er das Atelier des Malers Edmund von Wörndle in Innsbruck. 1909 starb Josef Schretter an seinem 53. Geburtstag nach einem schweren Krebsleiden. Er wurde am Innsbrucker Westfriedhof begraben.
Nach Josef Schretter wurden Straßen in Innsbruck-Pradl und in Inzing benannt.

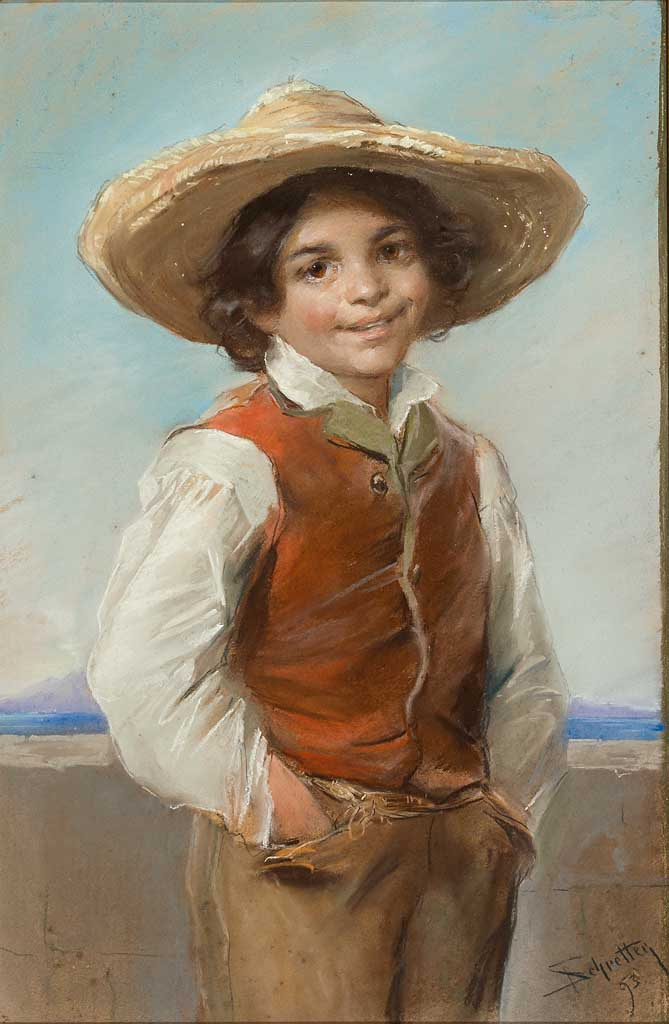
Portrait eines neapolitanischen Lausbuben, 1893

## Werk
Schretter schuf zahlreiche Porträts von Personen aus dem Adel und dem Bürgertum. Die Bildnisse, anfangs in Öl, später in Pastell, sind mit ihrer Licht- und Farbkomposition von seinen Italien- und Tunisreisen geprägt. In der Landschaftsmalerei zeigt sich der Münchner Einfluss, in seinen Genrebildern, etwa von Tiroler Bauernstuben, dominiert ein malerischer Realismus.
Die meisten seiner Werke befinden sich in Privatbesitz, mehrere Gemälde und Skizzen werden im Tiroler Landesmuseum Ferdinandeum, in der Österreichischen Galerie Belvedere und im Staatlichen Museum Schwerin aufbewahrt.